# Federazione di rugby a 15 della Thailandia
La Federazione di rugby a 15 della Thailandia (in inglese Thai Rugby Union) è l'organo che governa il rugby a 15 nella Thailandia.
Affiliata all'International Rugby Board, è inclusa fra le nazionali di terzo livello senza esperienze di Coppa del Mondo.